# Tóvárosi lakótelep
A Tóvárosi lakótelep (szlovákul: Nad jazerom) Kassa egyik városrésze.

## Fekvése
Az óvárostól délkeletre, a Kassai-tó mellett található.

## Története
A lakótelepet 1969-ben építették.

## Népessége
2011-ben 25 702 lakosából 19 496 szlovák és 647 magyar.